# 3 앤 1/2 미닛츠
《3 앤 1/2 미닛츠》(영어: 3 1/2 Minutes, 10 Bullets)는 미국에서 제작된 마크 실버 감독의 2015년 다큐멘터리 영화이다.
이 영화는 "3 1/2 Minutes"라는 제목으로 2015년 1월 4일 제31회 선댄스 영화제에서 전 세계 최초 상영되었으며 사회 영향력 부문 심사 위원 특별상을 수상했다. 이후 이 영화는 HBO 다큐멘터리 필름스로 인수되었고 2015년 11월 34일 HBO에서 최초 방영되었다.